# Mistrovství Evropy v plaveckých sportech 2024
Mistrovství Evropy v plaveckých sportech za rok 2024 proběhlo v Bělehradě, Srbsko ve dnech 10. až 23. června 2024.
Soutěže
- Plavání v olympijském 50 m bazénu
- Plavání na otevřené vodě
- Skoky do vody
- Umělecké plavání